# Grad Woerden
Grad Woerden je med leti 1407 in 1415 kot grad zgradil vojvoda Janez III. Bavarski, gospod Woerdena.

## Lastnosti
Grad je kvadratne oblike, ima dvižni most ter tri okrogle in pravokoten stolp. Jarek je bil dolgo časa zasut, vendar je grad zdaj večinoma spet obdan z vodo na majhnem polotoku v kanalu, poleg veliko pozneje zgrajene Cerkve sv. Bonaventure.

## Zgodovina
Prvi vir o gradnji gradu je iz leta 1415, vendar kaže, da je bila gradnja takrat že v zadnji fazi. Oskrbnik Hendrik Hermansz je namreč kupil gradbeni material in tudi veliko (sadnih) dreves.
V Woerdnu je moral že prej stati grad, ker se naročilo za gradnjo nanaša na drugega "Steenen Huys". Domnevno je bil ta grad na zahodni strani Woerdna, da bi branil Utrecht pred Holandijo. Sedanji grad je bil zgrajen po ukazu holandskega grofa za obrambo pred utrechtskim škofom in se zato nahaja na vzhodni strani mesta.
Med obleganjem Woerdna (1575/1576) je bila v gradu garnizija, ki je branila mesto pred Španci.
V nesrečnem letu 1672 so grad zasedli in močno poškodovali Francozi. Nedaleč je potekala velika bitka pri Kruipinu plaats.
Leta 1740 je grad postal del stare holandske vodne linije.
V francoskem obdobju je Batavska republika na ta grad med drugim zaprla nekdanjega velikega mestnega svetnika Laurensa Pietra van de Spiegla, feministko Eto Palm, in Viljema Bentincka (1762-1835) ter Štefana Jakoba van Langena. Nato je na gradu bila bolnišnica in spet zapor, v katerem so zaprti tudi judovski jetniki, ki so jim kuhali košer. Od leta 1861 do 1872 je grad spremenjen v ženski zapor.
Grad je služil različnim namenom. Tako je bil uporabljen za obrambo, (vojaški) zapor (do 1872), bolnišnico in sprejemno taborišče za Ambonce, ter nekaj časa uporabljen kot osrednje skladišče oblačil Ministrstva za obrambo.
Po obnovi v poznih osemdesetih letih je bil grad uporabljen kot pisarniški prostor za podjetje Logico. Leta 2006 je občina Woerden začela načrte za preureditev gradu v stanovanjsko nastanitev. Od leta 2007 se grad delno uporablja kot gostinski lokal, kjer se lahko odvijajo poroke. 

## Galerija slik
- Grad in cerkev sv. Bonaventure
- Pogled os strani
- Dvorišče
- Dvorišče
- Dvorišče
- Kip pred gradom
- Pogled iz zraka
- Nočni pogled
- 1670
- 1845
- Risba Roelanta Roghmana, 1646-47
- Prehod